# Ishidō (Klan)
Die Ishidō (japanisch 石塔氏, auch gleichlautend 石堂氏 geschrieben) waren eine Familie des japanischen Schwertadels (Buke), die sich von den Seiwa Genji ableitete.

## Genealogie (Auswahl)
- Yorishige (頼重) war der Erste, der sich Ishidō nannte.
- Yoshifusa (義房), ein Sohn Yorishiges, stellte sich auf die Seite von Ashikaga Takauji, mit dem er verwandt war. Er wurde daraufhin Chinjufu-Shōgun[A 1] von Mutsu. Als Takauji sich mit seinem Bruder Tadayoshi zu streiten begann, folgte er Tadayoshi in den Süden. Nach dem Tode Tadayoshis 1351, kämpfte er bei der Spaltung des Hofes in einen Nord- und einen Südhof mit Nitta Yoshioki (新田 義興; † 1358) gegen die Nordpartei und wirkte 1352 an der Einnahme von Kamakura mit. Als die Südpartei kurz darauf zurückgedrängt wurde, zog sich Yoshifusa in die Provinz Suruga zurück. Als aber Ashikaga Yoshiakira Wada Masatada (和田 正忠) völlig besiegt hatte, sah Yoshifusa, in welch schwieriger Lage sich die legitime Dynastie befand, und unterwarf sich wieder den Ashikaga.
- Yorifusa (頼房), ein Sohn Yoshifusas, setzte den Dienst unter Tadayoshi nach dessen Streit mit Takauji fort und fügte der Nordpartei in Kämpfen in den Provinzen Settsu und Harima Niederlagen zu. Als er von Takauji in der Provinz Ōmi geschlagen wurde, zog er sich auf die Burg Kannonji (観音寺城) zurück. Nachdem der Shōgun Kamakura zurückerobert hatte, unterwarf er sich ihm und schloss sich der Nordpartei an.